# WAV
WAV (o WAVE, de Waveform Audio Format), és un format d'àudio digital normalment sense compressió de dades, desenvolupat per Microsoft i IBM, que es fa servir per a emmagatzemar àudio en el PC, admet fitxers mono i estèreo, a diverses resolucions i velocitats de mostreig. La seva extensió és .wav.

## Descripció
L'arxiu WAV és una variant del format RIFF (Resource Interchange File Format, format d'arxiu per a intercanvi de recursos), mètode per a emmagatzematge en "paquets" definit per IBM i Microsoft. RIFF actua com un "contenidor" per a diversos formats de codificació d'àudio i és relativament semblant als formats IFF i AIFF, aquest últim usat per l'ordinador Apple Macintosh. El format té en compte algunes peculiaritats de la CPU Intel, i és el format principal usat per Microsoft Windows.
Tot i que el format WAV és compatible amb gairebé qualsevol còdec d'àudio, s'utilitza amb el format LPCM (Linear Premi Coded Modulation, Modulació per impulsos codificats lineal, no comprimit), que no té pèrdua de qualitat i és adequat per a l'ús professional. Per obtenir una qualitat semblant a la del CD d'àudio el so ha de ser mostrejat a una freqüència de 44100 Hz i a 16 bits per cada canal d'àudio. Com LPCM no està comprimit i reté totes les mostres d'una pista d'àudio, els usuaris professionals o experts en àudio poden usar el format WAV amb àudio LPCM per obtenir la màxima qualitat d'àudio. Els arxius WAV també es poden editar i manipular amb relativa facilitat utilitzant software.
El format WAV admet també àudio comprimit, mitjançant el còdec àudio Compression Manager (Codec ACM) de Microsoft, aconseguint bones relacions entre qualitat d'àudio i mida de l'arxiu, similars a les d'arxius dels tipus MP3 o Ogg Vorbis. Com aquests són més petits, la transferència d'aquest tipus d'arxius a través d'Internet és molt més ràpida. Es pot accedir a la interfície d'usuari (UI) per l'Administrador de compressió d'àudio a través de diversos programes que la utilitzen, inclòs el Gravador de so en algunes versions de Windows.
A partir de Windows 2000, es va definir una capçalera WAVE_FORMAT_EXTENSIBLE que especifica múltiples dades de canals d'àudio juntament amb les posicions dels altaveus, elimina l'ambigüitat pel que fa als tipus de mostra i les mides de contenidors al format WAV estàndard i admet la definició d'extensions personalitzades per al fragment de format.

## Popularitat
Els arxius WAV sense comprimir són grans, pel que és poc comú compartir arxius WAV a través d'Internet. No obstant això, és un tipus d'arxiu d'ús comú, adequat per conservar arxius d'àudio de primera generació d'alta qualitat, per a usar en un sistema on l'espai en disc no és una restricció, o en aplicacions com l'edició d'àudio, on els temps implicats en comprimir i descomprimir les dades són una preocupació.
L'ús del format WAV té més a veure amb la seva familiaritat i estructura simple. A causa d'això, continua gaudint d'un ús generalitzat amb una varietat d'aplicacions de software, que sovint funciona com un "mínim comú denominador" quan es tracta d'intercanviar arxius de so entre diferents programes.

## Limitacions
El format WAV està limitat a arxius de menys de 4294967295 bytes (4 gibibytes), a causa que en la capçalera de l'arxiu, sense importar el sistema operatiu que s'utilitzi, s'indica la seva longitud amb un número enter sense signe de 32 bits. Encara que això és equivalent a aproximadament 6,8 hores d'àudio amb qualitat de CD (amb freqüència de mostreig de 44,1 kHz, estèreo de 16 bits), de vegades cal superar aquest límit, especialment quan calen majors velocitats de mostreig, resolucions de bits o recompte de canals. Per tant, el format W64 es va crear per al seu ús en l'editor Sound Forge. La seva capçalera de 64 bits permet temps de gravació molt més llargs. El format RF64 especificat per la Unió Europea de Radiodifusió també s'ha creat per a resoldre aquest problema.